# Castro de As Muradellas
El castro de As Muradellas es un despoblado de la Edad de Hierro situado en el término municipal de Lubián, en la provincia de Zamora, comunidad autónoma de Castilla y León, España.
Se sitúa sobre un promontorio originado a modo de meandro por el río Tuela. Su singularidad estriba en su notable sistema defensivo, más si se tiene en cuenta el pequeño recinto al que daba cobijo. Desde noviembre de 1994 el yacimiento cuenta con la protección propia de los bienes de interés cultural, con categoría de zona arqueológica.

## Cronología
En virtud de las prospecciones realizadas y de los materiales recuperados, se suele señalar que se trata de un asentamiento que estuvo ocupado entre el siglo IV y II a. C.

## Pobladores
Sus pobladores pudieron ser astures, siendo la ganadería su principal medio de vida. Se considera que el medio físico y climático en que el que vivieron, pudo ser muy similar al actual, aunque con temperaturas algo más bajas y un régimen pluviométrico más abundante.
Son varias las prospecciones realizadas en este yacimiento, sin que hasta la fecha haya sido detectado ningún resto óseo perteneciente a sus moradores.

## Localización
Se localiza a unos 3 km al suroeste de Lubián (N42 01.661 W6 55.359). Para acceder al yacimiento desde la A-52, se ha de tomar la salida 106 hacia Lubián y coger la carretera que va a Hermisende. Una vez rebasada N-525, se han de recorrer unos 1800 m en dirección a Castrelos. El castro se sitúa al oeste de la carretera, en el fondo del valle. El último tramo se realiza mediante el descenso de una empinada ladera que lo separa de la carretera.

## Delimitación
La zona arqueológica quedada delimitada al norte, oeste y sur por el río Tuela. El lado este viene definido por una línea imaginaria en dirección noreste-sureste que abarca todo el meandro del río y pasa a 50 m al este del punto central de la muralla exterior, siendo tangente simultáneamente al cauce del río en las curvas del inicio y fin del meandro.

## Defensas
El castro de “As Muradellas”, al igual al igual que otros en la II Edad del Hierro, se construyó con un notable sistema defensivo. Los habitantes de este asentamiento eligieron este paraje por su fácil defensa natural, proporcionado por el meandro originado por el río Tuela y la geografía escarpada de esta zona. El flanco este, único que permitía un fácil acceso, fue reforzado con una serie de estructuras defensivas consistentes en piedras hincadas, fosos y murallas.
Por el lado este, el primer sistema defensivo es un campo de piedras hincadas. Se trata de una franja de grandes rocas con aristas, colocadas de forma desordenada y sobresaliendo entre 60 y 90 cm por encima del suelo. Su finalidad es la de ralentizar el movimiento de entrada de la caballería o de animales salvajes, haciéndolos de esta forma más vulnerables.
Pocos metros más adelante se encuentras dos fosos paralelos de pequeña anchura, de aproximadamente 2 y 3 metros. Con posterioridad, y junto a ellos, se alza la muralla exterior de grandes bloques graníticos, cuyos paramentos todavía subsisten parcialmente, y que da paso al primero de los recintos.
Atravesada la muralla exterior, se presenta el primer recinto. Dentro del mismo, y a una distancia de 60 m, vuelve a repetirse el sistema defensivo, aunque esta vez se detectan varias diferencias. Una de ellas, consiste en que en este recinto se sitúan antes los fosos que el campo de piedras hincadas. Otra diferencia consiste en que los fosos de este recinto son de una mayor anchura, de 14 y 13 metros respectivamente.
Finalmente, otra muralla protege un segundo recinto interno. Este presenta una forma más o menos circular y de unos 25 m de diámetro. En él se encuentra la zona destinada a vivienda.

## Prospecciones
La prospección de este yacimiento ha dado a luz a varias estructuras de vivienda. Se caracterizan por ser de planta rectangular con esquinas redondeadas y sin interrupción para la puerta. Una de ellas muestra unas dimensiones de 6 m de largo por 4,5 de ancho.
También han sido encontrados unos pocos fragmentos de cerámica muy rodada, escasas muestras de material metálico (un par de chapitas de hierro forjado y un clavillo de bronce), algunas piezas de material lítico ("piedras de honda", pizarritas perforadas y varios molinos barquiformes de granito) y varias cuentas de collar, realizadas en pasta de color amarillo.
Respecto al material cerámico, se han hallado muestras de una gran variedad de recipientes: cuencos, fuentes, platos, tapaderas y ollas. La mayoría de los fragmentos cerámicos carecen de decoración y los que la presentan, muestran estampillas de círculos concéntricos, en ocasiones combinadas con líneas incisas.

## Actualidad
Su ubicación aislada y apartada, ha propiciado que este yacimiento haya persistido hasta nuestros días. Además, su declaración de bien de interés cultural con categoría de zona arqueológica (1994), propicia su conservación.
No obstante, el yacimiento no se encuentra exento de amenazas externas. Por un lado, se encuentra expuesto a una fuerte erosión, lo que ha propiciado que una parte del registro arqueológico haya sido arrastrado hacia el río Tuela. Por otro lado, en la cima de la primera muralla se ven agujeros, posible muestra de excavaciones clandestinas.